# MacKenzie MacEachern
MacKenzie MacEachern, född 9 mars 1994 i Bloomfield Hills, är en kanadensisk professionell ishockeyforward som spelar för St. Louis Blues i NHL
Han har tidigare spelat för San Antonio Rampage och Chicago Wolves i AHL, Michigan State Spartans (Michigan State University) i NCAA och Chicago Steel i USHL.

## Klubblagskarriär

### NHL

#### St. Louis Blues
MacEachern draftades av St. Louis Blues i tredje rundan i 2012 års draft som 67:e spelare totalt.
Han vann Stanley Cup med St. Louis Blues säsongen 2018–19, men spelade aldrig i slutspelet.

## Statistik
| 2010–2011   | Brother Rice Crusaders  |             | 30  | 34 | 36 | 70 | 18 | —  | — | — | — | — |
| 2011–2012   | Brother Rice Crusaders  |             | 29  | 42 | 48 | 90 | 16 | —  | — | — | — | — |
| 2012–2013   | Chicago Steel           | USHL        | 50  | 8  | 13 | 21 | 35 | —  | — | — | — | — |
| 2013–2014   | Michigan State Spartans | NCAA        | 36  | 8  | 4  | 12 | 14 | —  | — | — | — | — |
| 2014–2015   | Michigan State Spartans | NCAA        | 35  | 11 | 15 | 26 | 10 | —  | — | — | — | — |
| 2015–2016   | Michigan State Spartans | NCAA        | 37  | 14 | 16 | 30 | 20 | —  | — | — | — | — |
| 2016–2017   | Chicago Wolves          | AHL         | 55  | 5  | 6  | 11 | 8  | 10 | 2 | 1 | 3 | 4 |
| 2017–2018   | Chicago Wolves          | AHL         | 46  | 6  | 4  | 10 | 25 | —  | — | — | — | — |
| 2018–2019   | St. Louis Blues         | NHL         | 29  | 3  | 2  | 5  | 10 | 0  | 0 | 0 | 0 | 0 |
|             | San Antonio Rampage     | AHL         | 33  | 9  | 7  | 16 | 18 | —  | — | — | — | — |
| NHL totalt  | NHL totalt              | NHL totalt  | 29  | 3  | 2  | 5  | 10 | 0  | 0 | 0 | 0 | 0 |
| AHL totalt  | AHL totalt              | AHL totalt  | 134 | 20 | 17 | 37 | 51 | 10 | 2 | 1 | 3 | 4 |
| NCAA totalt | NCAA totalt             | NCAA totalt | 108 | 33 | 35 | 68 | 44 | —  | — | — | — | — |